# Xiahou Yuan
Xiahou Yuan (chinesisch 夏侯淵 / 夏侯渊, Pinyin Xiàhóu Yuān, W.-G. Hsiahou Yuan, Großjährigkeitsname Miaocai 妙才; † 219) war ein General des mächtigen Warlords Cao Cao während der späten Han-Dynastie und im Vorfeld der Zeit der Drei Reiche im alten China. Dank seiner Entscheidungskraft und Vorsicht war er aus vielen Feldzüge siegreich hervorgegangen und gilt als einer der berühmtesten Generäle der Wei-Dynastie.
Xiahou Yuan fiel in der Schlacht am Berg Dingjun gegen Liu Beis General Huang Zhong. Ihm wurde postum der Titel Marquis Min (chinesisch 愍侯 – „sympathischer Marquis“) verliehen.

## Leben
Xiahou Yuan wurde im Bezirk Qiao (谯, heutiges Bozhou, Anhui) geboren. Schon damals waren Cao Cao und er gute Freunde. Die Chroniken der Drei Reiche erzählen, dass Xiahou Yuan einst Cao Cao gedeckt hatte, als dieser eine Untat begangen hatte.
Im Jahr 190 stellte Cao Cao eine Armee auf, um sich der Koalition gegen Dong Zhuo anzuschließen, der den jungen Kaiser Xian unter seiner Kontrolle hatte. Xiahou Yuan und sein älterer Vetter Xiahou Dun schlossen sich Cao Cao an und blieben ihm auch nach Dong Zhuos Fall auf vielen Feldzügen treu.
Nach der Schlacht von Guandu (200) war Xiahou Yuan für die Versorgung der Truppen in Yanzhou (兖州), Yuzhou (豫州) und Xuzhou (徐州) verantwortlich. Durch seine strenge Überwachung konnte sich Cao Caos Streitmacht rasch auf die bevorstehenden großen Feldzüge vorbereiten.
Im Jahre 213 belagerte Ma Chao die Stadt Ji (冀, östlich vom heutigen Gangu, Gansu) in Liangzhou (凉洲). Xiahou Yuan führte eine Entsatzarmee zur Stadt, aber Ma Chao eroberte sie, bevor Xiahou Yuan eintraf. Ma Chao zog Xiahou Yuan entgegen, so dass sich dieser Richtung Osten nach Chang’an zurückziehen musste. Ein Jahr später griff Ma Chao den Berg Qi (祁山, qi shan) an. Xiahou Yuan sah, dass ein Hilfegesuch an Cao Cao zu lange dauern würde, der sich gerade in Ye aufhielt. Gegen den Widerstand vieler Offiziere übernahm er die Initiative und schickte Zhang He mit einer 5000 Mann starken Pioniertruppe aus. Er selbst zog mit den Vorräten hinterher. Als Xiahou Yuan am Berg Qi ankam, hatte Zhang He Ma Chao bereits besiegt.
Nach diesem Sieg bereitete sich Xiahou Yuan auf die Offensive gegen Ma Chaos ehemaligen General Han Sui vor, der sich rasch nach Westen zurückzog. Xiahou Yuan verfolgte ihn bis nach Lueyang (略阳). Han Suis Heer war ein zusammengewürfelter Haufen, der größtenteils aus Mitgliedern der Qiang-Stämme bei Changli (长离) bestand. Xiahou Yuan machte sich dies zunutze und griff Changli an, um Han Sui aus seiner Festung zu locken. Er ließ seine Vorräte zurück und führte mit einer kleinen Schar einen Scheinangriff auf die Stadt aus. Wie erwartet kam Han Sui sofort mit seinem ganzen Heer herbei, um den Qiang-Stamm zu schützen. Seine Streitmacht war der Xiahou Yuans zahlenmäßig weit überlegen. Dennoch entschied sich Xiahou Yuan dagegen, Befestigungen aufzubauen, um seine erschöpften Krieger nicht noch stärker zu beanspruchen. Er befahl den sofortigen Angriff, und mit der Verstärkung aus dem Hinterland gelang es ihm, Han Sui zu schlagen.
Nach dem Sieg über Han Sui beseitigte Xiahou Yuan die letzten Widerstände in dieser Region. 215 ergaben sich ihm die meisten Qiang-Stämme. Cao Cao überhäufte seinen General mit Lob und zitierte Konfuzius: „So gut wie du hätte ich das nicht tun können.“ Die kleineren Qiang-Stämme waren von Xiahou Yuan so beeindruckt, dass Cao Cao nur den Namen seines Generals nennen musste, und schon wurden sie kleinlaut.
216 übergab der Warlord Zhang Lu die Region Hanzhong an Cao Cao. Sie stellte den strategisch wichtigsten Bereich zwischen dem Territorium Liu Beis und Cao Caos dar. Cao Cao betraute Xiahou Yuan mit der Verteidigung von Hanzhong. Im Jahr darauf griff Liu Bei an, und sein Heer begegnete Xiahou Yuan am Yanping-Pass. Die Kämpfe blieben mehr als ein Jahr lang ergebnislos. Aber schließlich gelang es Liu Bei, den Palisadenwall vor Xiahou Yuans Lager am Fuße des Berges Dingjun in Brand zu stecken. Xiahou Yuan befahl Zhang He, das Lager im Osten zu verteidigen, aber Liu Bei bedrängte ihn mit seiner gesamten Streitmacht, und Zhang He wurde überwältigt. Xiahou Yuan zog zu seiner Unterstützung aus, aber ein Überfallkommando unter Führung von Huang Zhong attackierte ihn aus der Flanke. Xiahou Yuan fiel, und Hanzhong ging Wei auf Jahrzehnte verloren. Erst 263 gelangte es durch den Feldzug Deng Ais, der das Reich Shu zerstörte, wieder in Weis Macht.
Nach seinem Tode erhielt Xiahou Yuan den postumen Titel Marquis Ming (愍侯, sympathischer Marquis).

## Nachkommenschaft
- Xiahou Heng (夏侯衡)
  - Xiahou Ji (夏侯绩)
    - Xiahou Bao (夏侯褒)
- Xiahou Ba (夏侯霸)
- Xiahou Chen (夏侯称)
- Xiahou Wei (夏侯威)
  - Xiahou Jun (夏侯骏)
  - Xiahou Zhuang (夏侯庄)
    - Xiahou Zhan (夏侯湛)
- Xiahou Rong (夏侯荣)
- Xiahou Hui (夏侯惠)
- Xiahou He (夏侯和)

## Adaption
In der KOEI-Spieleserie Dynasty Warriors trägt Xiahou Yuan entweder ein großes Schwert (Teil 2-3) oder einen mächtigen, mit Dornen versehenen Stab (Teil 4–5 und 6). Er hat einen sehr offensiven Kampfstil, der sich auch in seinem Wesen widerspiegelt. Er hat immer eine kunstvoll geschmückte Rüstung und einen Schmerbauch. Seine Haar- und Bartfarbe ist schwarz, während seine Haut einen leicht bräunlichen Ansatz hat.
In Dynasty Tactics 1-2 sieht er aus wie Yuan Shao in Dynasty Warriors, was sehr verwirrend ist. In diesen Spielen hat er auch keine allzu große Rolle, ist aber auch hier in der Kunst des Blitzangriffes versiert.